# فرانک آرنسن
فرانک آرنسن (دانمارکی: Frank Arnesen؛ زادهٔ ۳۰ سپتامبر ۱۹۵۶) یک ورزشکار اهل دانمارک است.

## باشگاهی
از باشگاه‌هایی که در آن بازی کرده‌است می‌توان به آژاکس آمستردام، والنسیا، پی‌اس‌وی آیندهوون و اندرلشت اشاره کرد.

## تیم ملی
وی همچنین در تیم ملی فوتبال دانمارک بازی کرده است.